# NBA Europe Live Tour 2009.
NBA Europe Live Tour 2009. bio je ekshibicijski košarkaški događaj u kojem su sudjelovale momčadi NBA lige i momčadi Eurolige. Države domaćini ovog događaja bile su Engleska i Španjolska. Uz nastupe u Europi, momčadi su nastupale i u Kini, Meksiku i SAD-u, kako bi što više pridonijeli globalizaciji ovog natjecanja. 
Deset natjecateljskih momčadi iz NBA lige bili su:
- Utah Jazz
- Chicago Bulls
- Denver Nuggets
- Phoenix Suns
- San Antonio Spurs
- New York Knicks
- Los Angeles Clippers
- Indiana Pacers
- Cleveland Cavaliers
- Philadelphia 76ers

Četiri natjecateljske momčadi iz Eurolige bile su:
- Partizan
- Real Madrid
- Olympiacos
- Maccabi Tel Aviv

## Utakmice
| 3. listopada 2009. | Izvještaj na NBA.com | Partizan | 70–102 | Denver Nuggets |  | Pepsi Center, Denver |

| 6. listopada 2009. | Izvještaj na NBA.com | Partizan | 80–111 | Phoenix Suns |  | US Airways Center, Phoenix |

| 6. listopada 2009. | Izvještaj na NBA.com | Utah Jazz | 101–102 | Chicago Bulls |  | The O2 Arena, London |

| 8. listopada 2009. | Izvještaj na NBA.com | Utah Jazz | 109–87 | Real Madrid |  | Palacio de Deportes, Madrid |

| 8. listopada 2009. | Izvještaj na NBA.com | Denver Nuggets | 104–126 | Indiana Pacers |  | Taipai Arena, Taipai |

| 9. listopada 2009. | Izvještaj na NBA.com | Olympiacos | 89–107 | San Antonio Spurs |  | AT&T Center, San Antonio |

| 11. listopada 2009. | Izvještaj na NBA.com | Indiana Pacers | 128–121 | Denver Nuggets |  | Wukesong Arena, Peking |

| 12. listopada 2009. | Izvještaj na NBA.com | Olympiacos | 94–111 | Cleveland Cavaliers |  | Quicken Loans Arena, Cleveland |

| 18. listopada 2009. | Izvještaj na NBA.com | Maccabi Tel Aviv | 91–106 | New York Knicks |  | Madison Square Garden, New York |

| 18. listopada 2009. | Izvještaj na NBA.com | Philadelphia 76ers | 116–94 | Phoenix Suns |  | Quicken Loans Arena, Cleveland |

| 20. listopada 2009. | Izvještaj na NBA.com | Maccabi Tel Aviv | 98–108 | Los Angeles Clippers |  | Staples Center, Los Angeles |

## Vanjske poveznice
- Službena stranica